# 紙谷礼治
紙谷 礼治（かみや れいじ、9月14日 - ）は、日本の男性声優。愛知県出身。ぐるーぷ・インパクト所属。以前はブリングアップに所属していた。

## 出演作品

### テレビアニメ
- ケロケロちゃいむ（クロニンジャー）
- こちら葛飾区亀有公園前派出所
- 発明BOYカニパン（カルビ）
- ビックリマン2000（チャーリー・チップイン）
- るろうに剣心 -明治剣客浪漫譚-（少年の父）

### ゲーム
- ザ・マスターズ・ファイター（BILL）

### ビデオ
- ベンチャービジネスフェア 「株式会社ハイパー・ウェブ」

### イベント
- WPC EXPO　「マイクロソフト・イベントステージ」 父親役

### 舞台
- 劇団フリーアトム　各公演
- アルターエゴプロデュース　ミュージカル
  - マザー –This is love-
- 劇団アルターエゴ各公演
- 少年倶楽部
  - リア／ドラッグクィーン（リア）
  - そして、ロミオとジュリエットは…。
- 太紀ちゃん祭り